# Chronologie de la Wallonie
La chronologie de l'Histoire de la Wallonie donne des clés pour mieux comprendre l'histoire de la Wallonie, l'histoire des peuples qui ont vécu ou vivent dans l'actuelle Wallonie.

## Préhistoire

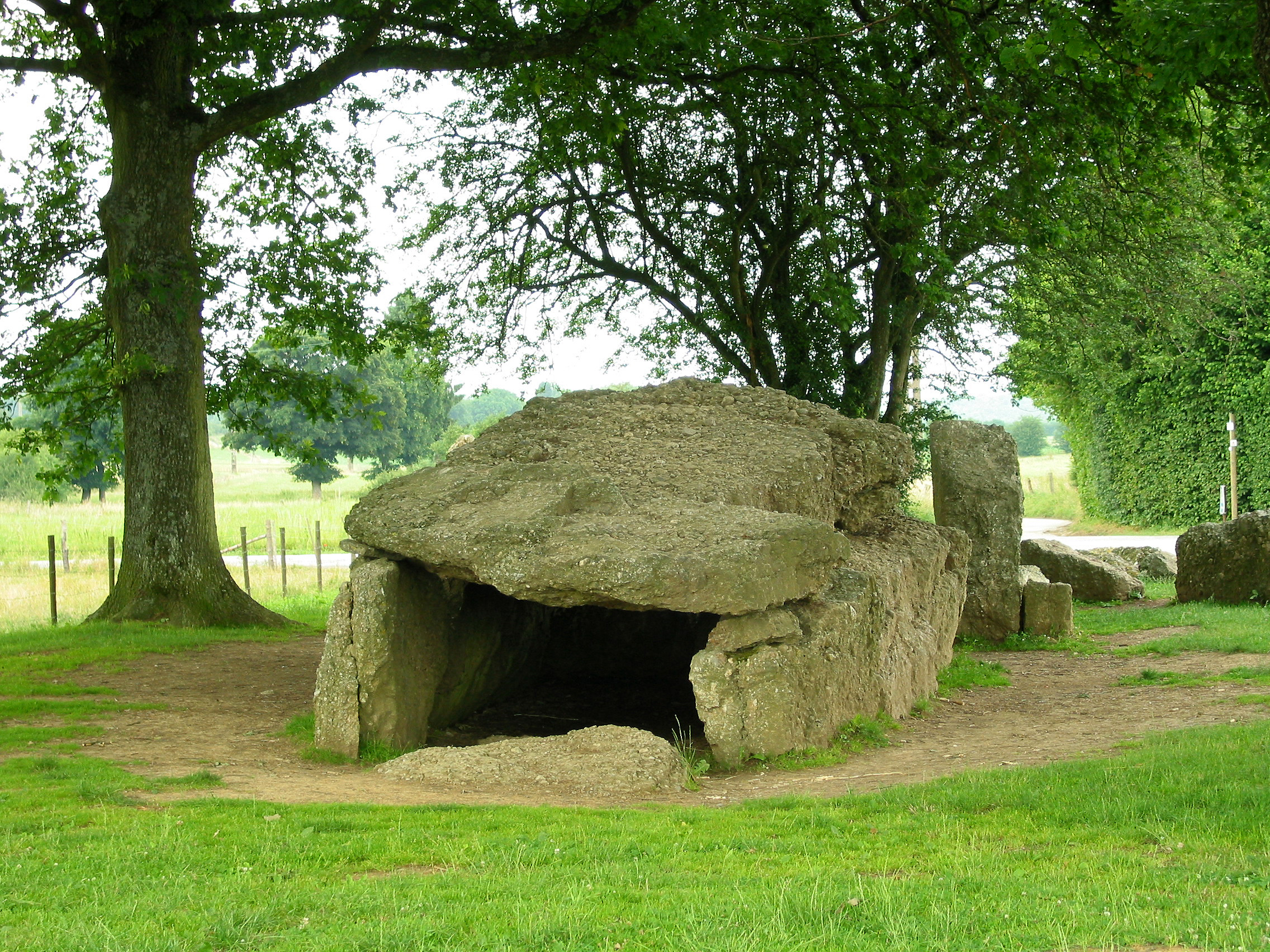
Allée couverte de Wéris (dolmen du Nord, Wéris I)

- Environ 125 000 ans avant Jésus-Christ, présence de néandertaliens à Sclayn.
- Entre 50 000 et 35 000 ans avant Jésus-Christ, présence de néandertaliens à Awirs. Environ 36 000 ans avant Jésus-Christ, présence de néandertaliens à Spy, durant la période de transition entre le Paléolithique moyen et supérieur
- Entre 5 400 et 4 800 ans avant Jésus-Christ, arrivée, en Hesbaye liégeoise, de groupes appartenant à la civilisation rubanée et introduction de l'agriculture.
- Du Néolithique moyen (4300 ans av. notre ère) au Néolithique final (2200 ans av. notre ère), activité d’extraction et de taille du silex à Spiennes.
- Première moitié du IIIe millénaire (vers 3000-2800 av.J.-C.), édification des mégalithes du domaine de Wéris.

## Antiquité
Venant de la moyenne vallée du Rhin et de la rive droite au nord du Main, les Belges arrivent dans la région vers -600. Ils y supplantent des Gaulois. D'après César, la Gaule belgique comprenait une région habitée par les peuples qu'il qualifie de Germains cisrhénans (en latin : Germani cisrhenani), à savoir : les Condruses, les Éburons, les Caerèses, les Pémanes et les Sègnes.
- En -57, début de la conquête de la Gaule Belgique par Jules César. Bataille du Sabis, défaite des Nerviens.
- En -54, soulèvement de plusieurs tribus belges (Atuatuques, Nerviens) et des Éburons commandés par Ambiorix.
- En automne -54, bataille d'Aduatuca, (sans doute dans la vallée du Geer entre les actuelles Tongres et Liège). Victoire des Éburons sur les Romains. Cette défaite est le plus important revers subi par les Romains à l'occasion de la guerre des Gaules.
- Les Tungri remplacent les Eburons - probablement exterminés par Jules César - dans la vallée de la Meuse de Venlo à Namur.
- Vers 50 av. J.-C., création de la Civitas Tungrorum, regroupant les Éburons, les Condruses et les Atuatuques, comme partie de la Gaule belgique.
- Vers 10 av. J.-C., construction de la Chaussée romaine de Bavay à Cologne, sur base d'une route celte préexistante.
- Au Ier siècle, fondation d'Arlon, vicus de la Cité des Trévires, et de Tournai, vicus de la Cité des Ménapiens.
- En 89, formation de la province de Germanie inférieure comprenant la Civitas Tungrorum qui auparavant faisait partie de la Gaule belgique. Cette province fait partie du diocèse des Gaules lui-même faisant partie de la préfecture des Gaules.
- Au IIIe siècle, Tournai, chef-lieu du territoire des Ménapiens, est évangélisée par saint Piat.
- Au IVe siècle, création du diocèse de Tongres sur base de la Civitas Tungrorum.

## Moyen Âge

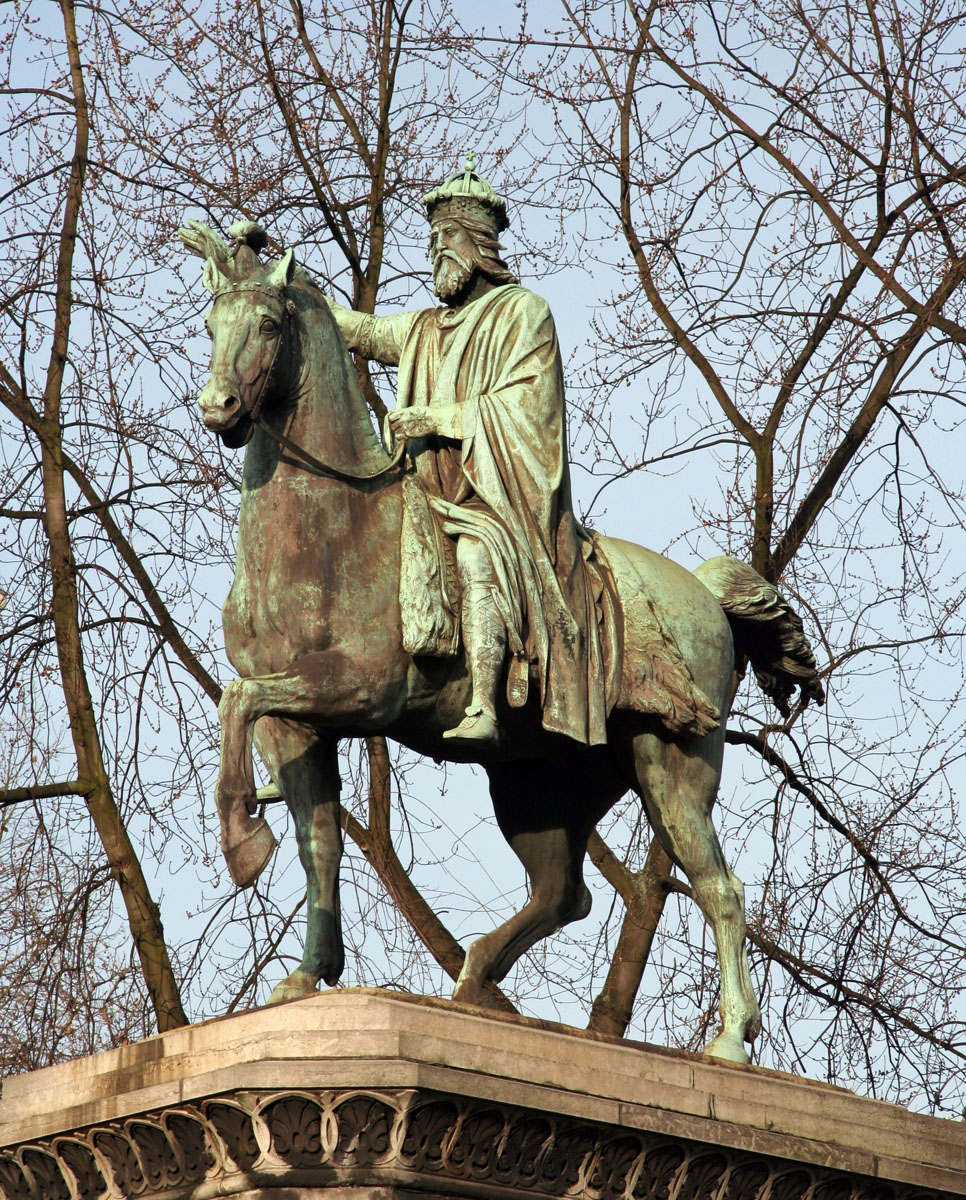
Statue équestre de Charlemagne, Louis Jehotte 1867, à Liège.

- En 407, Tournai est pillée par les Vandales, puis conquise par les Francs.
- En 466, naissance de Clovis Ier, roi des Francs saliens de Tournai.
- En 481, Childéric Ier, roi des Francs saliens, est inhumé à Tournai.
- En 511, le royaume de Clovis est partagé entre ses fils. Le territoire wallon est inclus dans le royaume d'Austrasie.
- Au VIIe siècle, fondation des premiers établissements monastiques : Stavelot, Nivelles, Aulne, Celles, Lobbes, Saint-Hubert, Andenne et Malmedy. Le moine missionnaire irlandais, Foillan, fonde le monastère de Fosses-la-Ville.
- Vers 647, naissance de Pépin de Herstal, Maire du Palais d'Austrasie et arrière-grand-père de Charlemagne.
- En 722, saint Hubert, transfère le siège du diocèse de Tongres à Liège ce fait étant à l'origine du rapide essor de la cité.
- Vers 742, naissance de Charlemagne dans les environs de Liège (Herstal ou Jupille).
- En 843, au traité de Verdun, le territoire wallon est intégré à la Francie médiane, puis, en 855, à la Lotharingie, royaume de Lothaire II, arrière-petit-fils de Charlemagne. Enjeu de luttes entre les royaumes de Francie occidentale et de Francie orientale, la Lotharingie est rattachée à la Germanie en 880 et devient un duché au début du Xe siècle. En 959, la Lotharingie est divisée : la Basse-Lotharingie ou Lothier, et la Haute-Lotharingie ou Lorraine. Le territoire wallon dépend du Lothier.

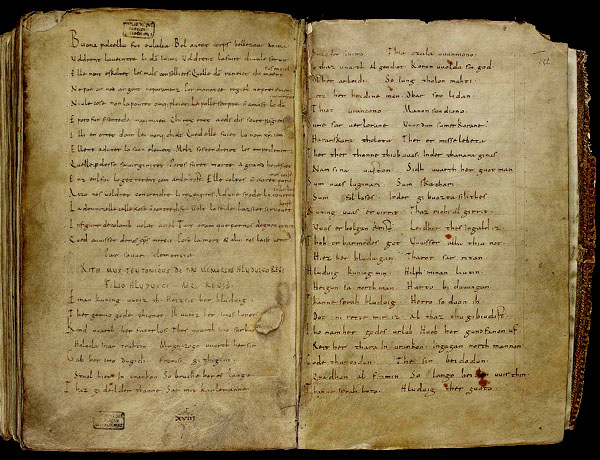
Cantilène de sainte Eulalie, suivi du début du Ludwigslied pour mieux visualiser
le texte Numérisation du parchemin (Réf. Bibliothèque municipale de Valenciennes 150 (olim 143) fol.141v)

- En 881 Rédaction de la Séquence de Sainte Eulalie premier texte de la littérature française imprégné de traces de picard, wallon et champenois indiquant sans doute une scripta commune à ces trois régions dialectales où la Wallonie est chaque fois présente
- En 980, l'empereur germanique Otton II accorde des pouvoirs séculiers à l'évêque Notger qui devient le premier prince-évêque. Ce domaine va progressivement s'accroître, s'émanciper de l’Empire et devenir un État indépendant, la Principauté de Liège, État qui ne recouvrira jamais, en son maximum d’extension, qu’un tiers environ du diocèse proprement dit.
- Au Xe siècle, Liège, surnommée l'Athènes du Nord, devient la capitale d'une puissante principauté épiscopale, grâce à l'action des évêques Éracle, Notger et Wazon. La ville devient un des principaux centres intellectuels d'Europe occidentale. Ses écoles sont célèbres jusqu'au XIIe siècle, de nombreux étudiants  brillants, originaires de diverses contrées, y sont formés[2]. Sept collégiales s'élèvent alors dans la ville, en plus de la cathédrale, où est enterré saint Lambert. Deux abbayes bénédictines s'y ajoutent : Saint-Jacques et Saint-Laurent. Tous ces bâtiments religieux forment comme une couronne d'églises autour de la cathédrale, épicentre religieux et politique du diocèse, cœur de la cité de saint Lambert.

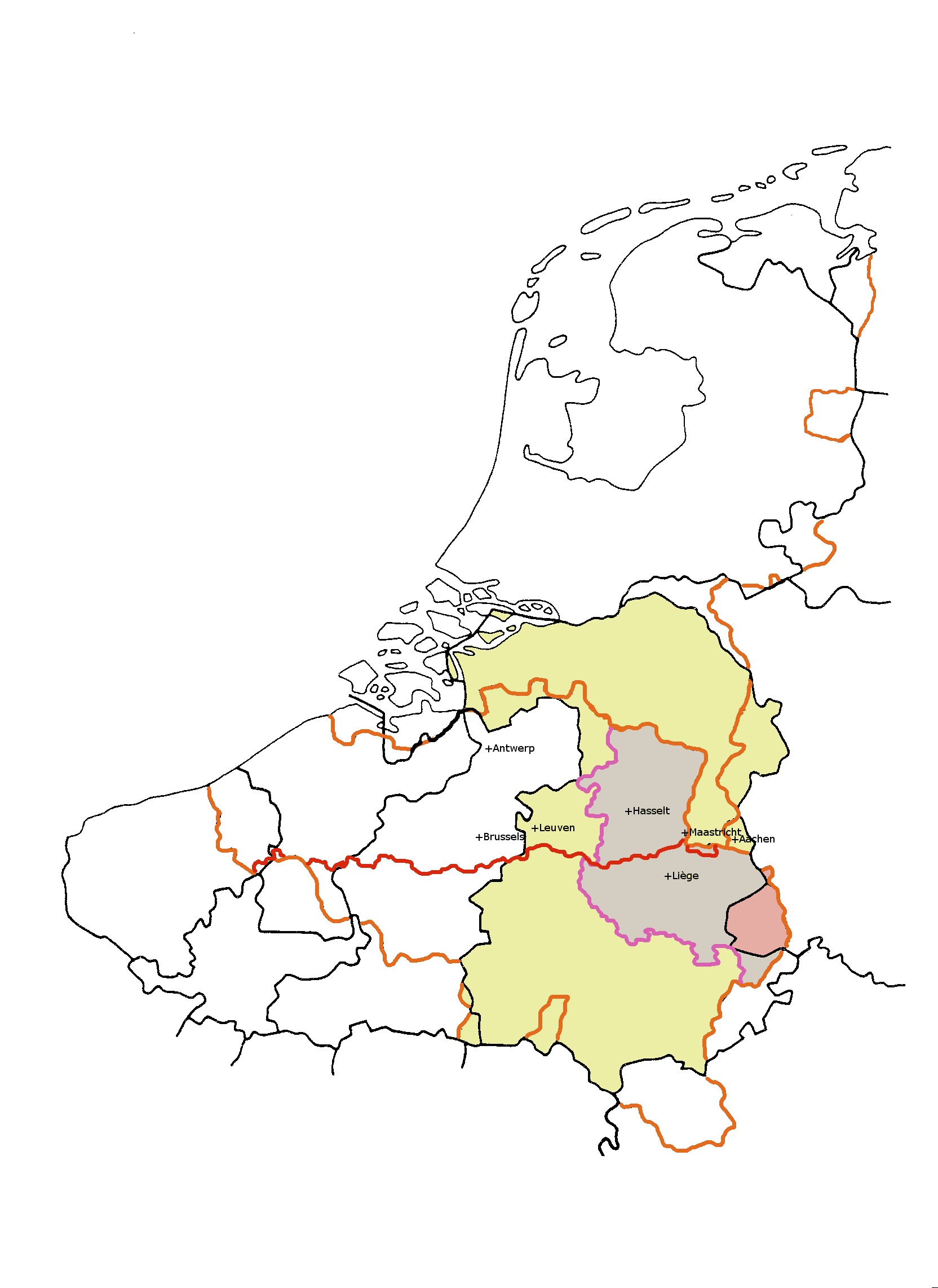
Cette carte représente l'ancien Diocèse de Liège (en jaune), Les provinces modernes de Liège et du Limbourg sont également indiquées. L'orange représente les frontières régionale (Flandre et Wallonie) ou nationales modernes.

- En 1096, départ en croisade de Godefroid de Bouillon, duc de Basse Lotharingie et descendant de Charlemagne.
- Du XIe au XIIIe siècle, épanouissement de l’Art mosan, art roman d'influence carolingienne et ottonienne, dans l'ancien diocèse de Liège qui avait de solides liens politiques avec les empereurs du Saint-Empire romain germanique et les évêques de Cologne. Développement de la dinanderie dans la vallée de la Meuse, d'abord à Huy puis à Dinant (ville d'où cette discipline tire son nom). Développement des abbayes mosanes : Saint-Laurent de Liège, Stavelot, Nivelles, Aulne, Floreffe, Florennes, Flône, Celles, Gembloux et Lobbes. Individualisation de la langue wallonne dans les limites de la partie romane du diocèse de Liège.
- En 1171 : Dédicace de la cathédrale Notre-Dame de Tournai.
- En 1185, début des travaux de la nouvelle cathédrale Notre-Dame-et-Saint-Lambert de Liège. Avec ses deux chœurs, ses deux transepts, ses trois nefs, le circuit de ses chapelles absidales et collatérales, son cloître et ses annexes, et sa flèche de 135 mètres, la cathédrale Notre-Dame-et-Saint-Lambert sera le plus grand vaisseau du monde occidental au Moyen Âge.
- Fin XIIe siècle, le titre de duc de Basse Lotharingie devient purement honorifique et l'autorité du prince-évêque est discutée par ses vassaux, le duc de Limbourg et le comte de Namur. Le territoire wallon est morcelé en plusieurs principautés : duché de Limbourg, duché de Luxembourg, comté de Hainaut, Marquisat de Namur, Principauté de Liège, Principauté de Stavelot-Malmédy.
- En 1204, Baudouin VI de Hainaut est sacré premier empereur latin de Constantinople.
- Entre 1417 et 1443, unification des Pays-Bas bourguignons. Philippe le Bon réunit l'ensemble des principautés wallonnes (Comté de Hainaut, Comté de Namur, Duché de Brabant, Duché de Limbourg, Duché de Luxembourg), à l'exception de la Principauté de Liège qui est soumise à un protectorat. Il prend le litre de duc de Lothier.

- Années 1460, Guerres de Liège, rébellions de la Principauté de Liège contre la politique expansionniste du duché de Bourgogne. Le 25 août 1466, Charles le Téméraire brûle Dinant[3]. Il espère ainsi étouffer les velléités d'indépendance de la principauté de Liège, dont le contrôle est indispensable à l'unification des Pays-Bas bourguignons. Par le traité d'Oleye, les Liégeois reconnaissent le duc de Bourgogne comme « avoué héréditaire de Liège »[3]. Ce qui n'était qu'un protectorat devient, de fait, une véritable seigneurie bourguignonne étendue sur Liège et tous les territoires de la principauté.
- 30 octobre 1468, malgré l'attaque surprise des six cents Franchimontois, Charles le Téméraire prend la ville de Liège révoltée et — en présence de Louis XI, probable instigateur de la révolte — la livre au pillage et au feu, avant de la faire raser[4].
- En 1477, mort de Charles le Téméraire, la Principauté de Liège retrouve son autonomie.

## Renaissance

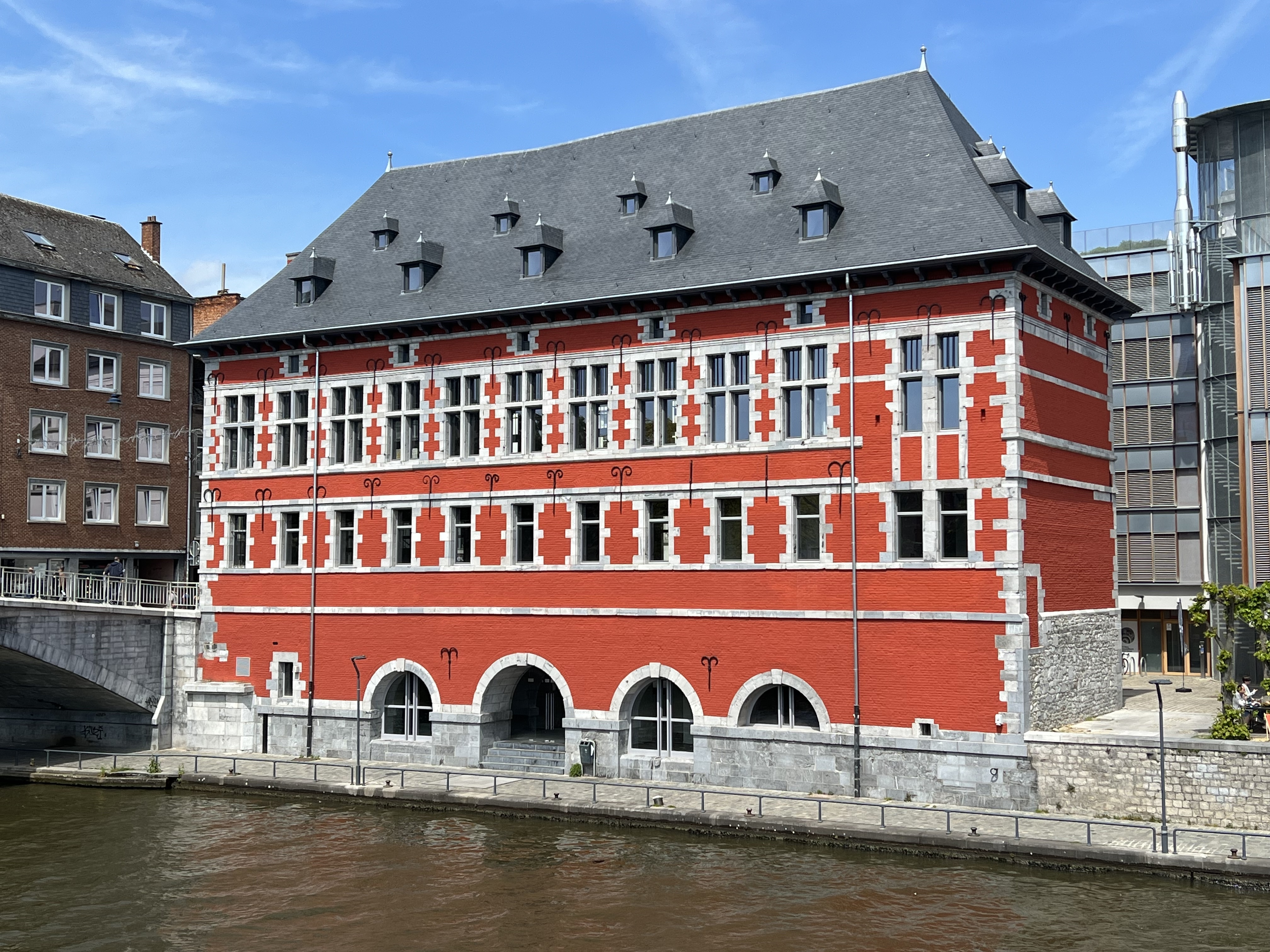
La Halle al'Chair en 2023, après la rénovation. Art mosan de la renaissance

- En 1513, le roi d'Angleterre, Henri VIII, conquiert Tournai qui reste anglaise jusqu'en 1519.
- En 1537, création, par Charles Quint, des gardes wallonnes, unité d'élite au service de la monarchie espagnole.
- Diffusion du style mosan dans le diocèse de Liège, sous l'influence de l'architecte Lambert Lombard.
- En 1555, construction du Fort de Charlemont à Givet.
- En 1559, Philippe II réduit de manière très importante la taille du diocèse de Tournai et du diocèse de Liège. Les nouveaux diocèses d'Anvers, de Bois-le-Duc, de Namur, de Ruremonde et l'archidiocèse de Malines reçoivent près de la moitié de l'ancien territoire du diocèse de Liège. Le territoire wallon perd son unité.
- Entre 1567 et 1568, répression des protestants dans le Hainaut, par les troupes du duc d'Albe. Exécution du réformateur montois, Guy de Brès. Immigration massive vers l'Angleterre et l'Allemagne. Création de colonies wallonnes à Francfort et Wesel. Insurrection des Pays-Bas. Victoire espagnole à la bataille de Jodoigne en 1568.
- En 1572, prise de la cité de Mons par les troupes des États-Généraux, sous le commandement de Louis de Nassau, suivie de sa reconquête par les tercios espagnols. Nouvelle vague de répression.
- Le 31 janvier 1578, Bataille de Gembloux, l'armée espagnole défait l'armée des Dix-Sept Provinces des Pays-Bas, qui s'étaient conciliées entre elles dans la Pacification de Gand. Reconquête des provinces wallonnes révoltées, prise de Nivelles et de Binche.
- En 1581, la ville de Tournai, bastion de la Réforme dans les provinces wallonnes, est reconquise par les troupes espagnoles.

## Vers l'époque moderne

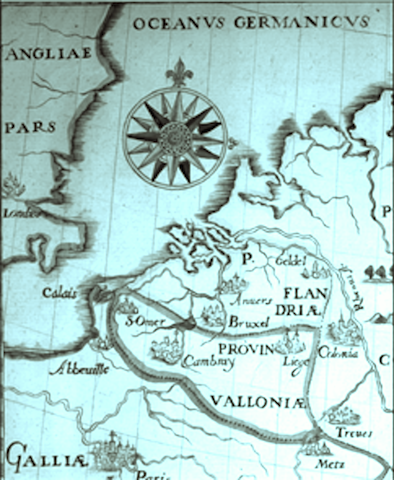
Carte de la Provincia Walloniae des Capucins

- En 1600, création du régiment wallon des Nouveaux Gueux, au service des Provinces-Unies.
- En 1602, le tournaisien Isaac Le Maire fonde la Compagnie néerlandaise des Indes orientales.
- En 1612 (les jésuites) et 1616 scission des provinces des ordres religieux dans les Pays-Bas espagnols. Les capucins lèvent des cartes où la province wallonne est expressément nommée Wallonia (en latin).
- En 1620, début de l'immigration des Wallons de Suède, à l'initiative de Louis de Geer.
- En 1622, publication du premier texte daté et conservé en original de la littérature en langue wallonne le Sonèt lîdjwès â minisse du frère Hubert Ora, ou d’Heure, Mineur de Liège[5].
- 24 mai 1626, le tournaisien, Pierre Minuit, achète l’île de Manhattan aux Amérindiens.
- En 1666, fondation de la forteresse de Charleroi.
- Entre 1667 et 1748, les Guerres de Louis XIV et la Guerre de succession d'Autriche visent à repousser au nord les frontières de la France au détriment des territoires contrôlés par les Habsbourg. Fixation des limites contemporaines du territoire wallon.
- Entre 1667 et 1668, Guerre de Dévolution. Siège de Charleroi (1667) et Siège de Tournai (1667).
- Entre 1672 et 1678, Guerre de Hollande. Bataille de Seneffe.
- Entre 1688 et 1697, Guerre de la Ligue d'Augsbourg. Bataille de Walcourt, Bataille de Fleurus (1690), Siège de Mons (1691), Bataille de Leuze, Siège de Namur (1692), Siège de Charleroi (1693), deuxième Siège de Namur (1695).
- En 1699, le Traité de Lille confirme la souveraineté française sur Givet.

## XVIIIesiècle
- Entre 1701 et 1714, Guerre de succession d'Espagne. Bataille de Ramillies.
- Entre 1740 et 1748, Guerre de succession d'Autriche. Siège de Tournai (1745), Bataille de Fontenoy, Siège de Namur (1746).
- En 1770 : début de la révolution industrielle en Wallonie.
- Entre 1789 et 1795 : La révolution liégeoise entraîne la disparition de la Principauté de Liège après 8 siècles d'existence.
- En 1792 : début de la conquête française. Bataille de Jemmapes. Annexion du territoire wallon à la République française.

## XIXesiècle

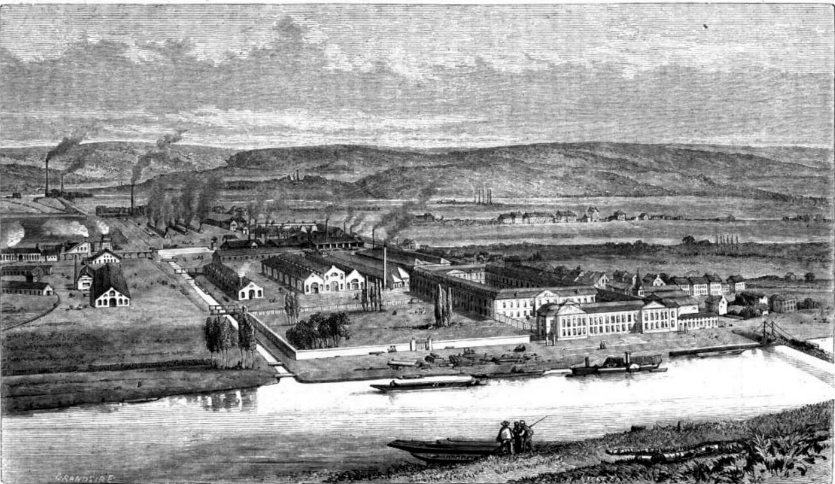
Vue des établissements de John Cockerill à Seraing en 1865

Entre 1810 et 1880, la Wallonie est la deuxième puissance industrielle au monde, derrière le Royaume-Uni. Création de grandes sociétés familiales qui finiront par fusionner au sein de Cockerill-Sambre.
- En 1815 : Campagne de Waterloo : Bataille des Quatre-Bras, Bataille de Ligny.
- 18 juin 1815 : Bataille de Waterloo, fin du Premier Empire français. Le territoire wallon est intégré au royaume uni des Pays-Bas.
- En 1817 : fondation de l’université de Liège par Guillaume Ier des Pays-Bas.
- En 1821, les Cockerill construisent à Seraing le premier haut-fourneau à coke de la province de Liège.
- En 1826, fondation des Cristalleries du Val-Saint-Lambert.
- En 1847 le pouvoir financier sur la Wallonie se concentre à Bruxelles : «L'enthousiasme, l'avidité technique et la hâte du moment entraînent les entrepreneurs au gigantisme, ce qui les amène à prendre des risques démesurés. Crises de la production et crises du crédit vont se succéder. Le système bancaire domine dès lors l'industrie en prenant des participations financières dans les entreprises, principalement par la création de sociétés anonymes. La décision économique échappe ainsi à l'espace wallon pour s'installer à Bruxelles, devenu centre financier lors de la mise en place du pouvoir politique belge en 1830. En 1847 tout est joué. Bruxelles structure et domine l'espace belge[6]. »Une illustration moderne de l'insurrection de 1886. Fusillade de Roux

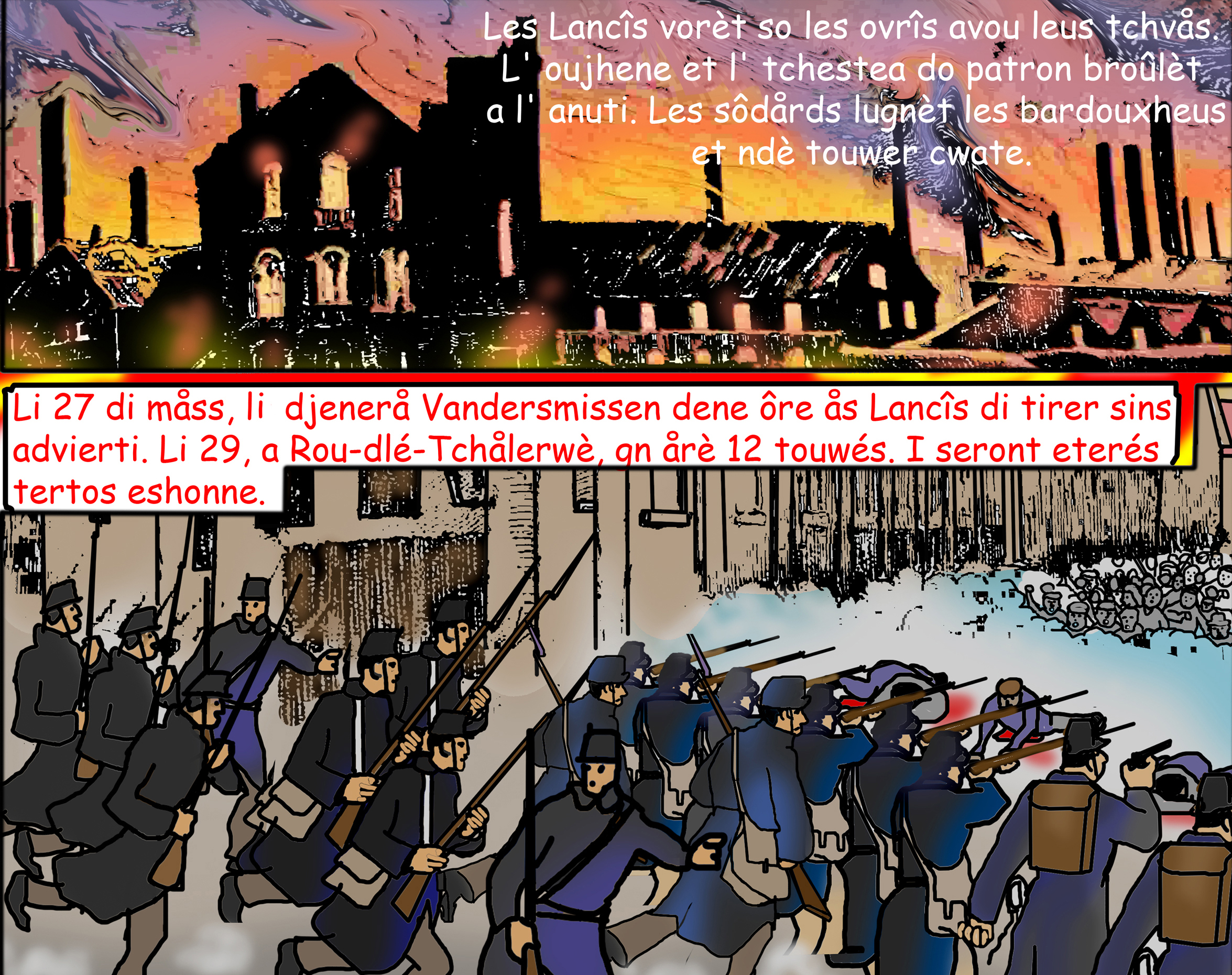
Une illustration moderne de l'insurrection de 1886. Fusillade de Roux

- En 1850, Walthère Frère-Orban fonde la Banque nationale de Belgique. Début de l'immigration des Wallons du Wisconsin.
- Entre 1878 et 1880, Vincent van Gogh séjourne au Borinage comme évangéliste.
- Insurrection wallonne de 1886
- Entre 1880 et 1903, âge d'or de la littérature wallonne.
- Entre 1884 et 1914 prépondérance des catholiques dans tous les gouvernements belges et Histoire de la Wallonie de 1830 à 1914#Minorisation politique de la Wallonie dès 1884.

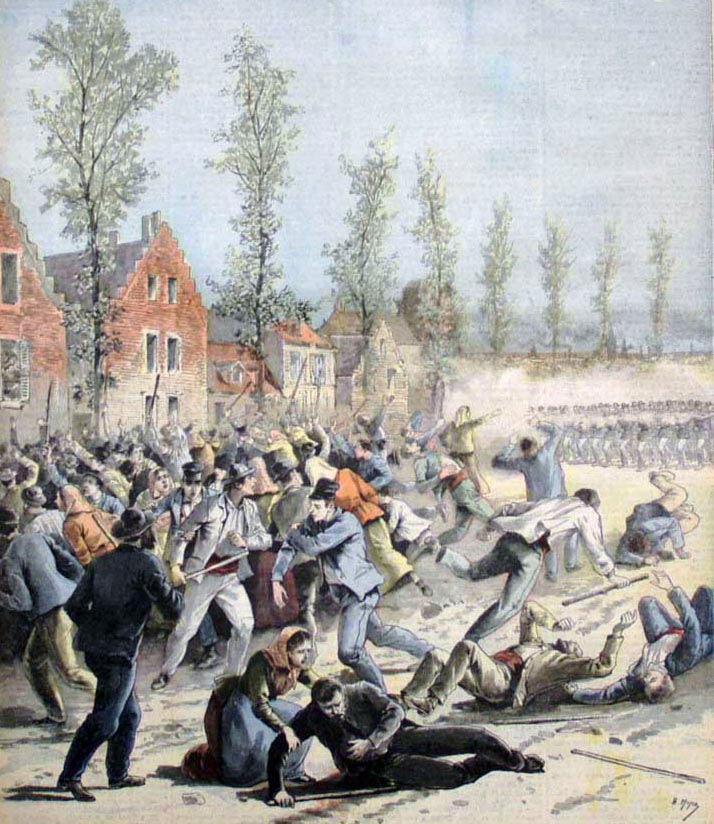
La Garde Civique de Mons fait feu sur les grévistes borains le 17 avril 1893

- Entre 1888 et 1917, construction des Ascenseurs à bateaux du Canal du Centre
- Du 12 avril 1893 au 17 avril 1893, grève générale pour l'obtention du suffrage universel masculin voté le 18 avril au Parlement et tempéré par le vote plural au lendemain de la fusillade de Mons.

- 17 juillet 1894, naissance à Charleroi du physicien Georges Lemaître.
- 21 novembre 1898, naissance à Lessines du peintre surréaliste René Magritte.

## XXesiècle
- 13 février 1903 : naissance à Liège de l'écrivain Georges Simenon.
- En 1905 : Exposition universelle de Liège et 75e anniversaire de la Belgique : prenant prétexte de cet « événement double », des militants mettent dur pied du 30 septembre au 2 octobre le « premier Congrès national wallon [...] présidé par Julien Delaite [...] C'est le premier grand événement fondateur du mouvement wallon[7]. »
- En 1911 : Exposition de Charleroi.
- 7 juillet 1912 Un Congrès wallon réuni à Liège vote cette résolution finale soutenue par Jules Desirée : le Congrès  « – toutes réserves faites au sujet des formes à donner à l’idée séparatiste ; – émet le vœu de voir la Wallonie séparée de la Flandre en vue de l’extension de son indépendance vis-à-vis du pouvoir central et de la libre expansion de son activité propre ; – désigne aux fins d’étudier la question une Commission, à raison d’un membre par quarante mille habitants[8] »
- Août 1912 : la Lettre au Roi sur la séparation de la Wallonie et de la Flandre de Jules Destrée est publiée dans plusieurs journaux wallons de Liège et Charleroi.
- En 1913 : Le Congrès wallon adopte les couleurs du drapeau wallon.
- Entre 1914 et 1918 : Première Guerre mondiale. Invasion allemande, Bataille de Liège, Bataille de Dinant, Bataille de Charleroi.
- Août 1914. L'armée impériale allemande passe par les armes des milliers de civils dans plusieurs régions de Wallonie. Les massacres les plus importants ont lieu à Sambreville, Dinant et dans la Gaume (Latour et Ethe notamment).

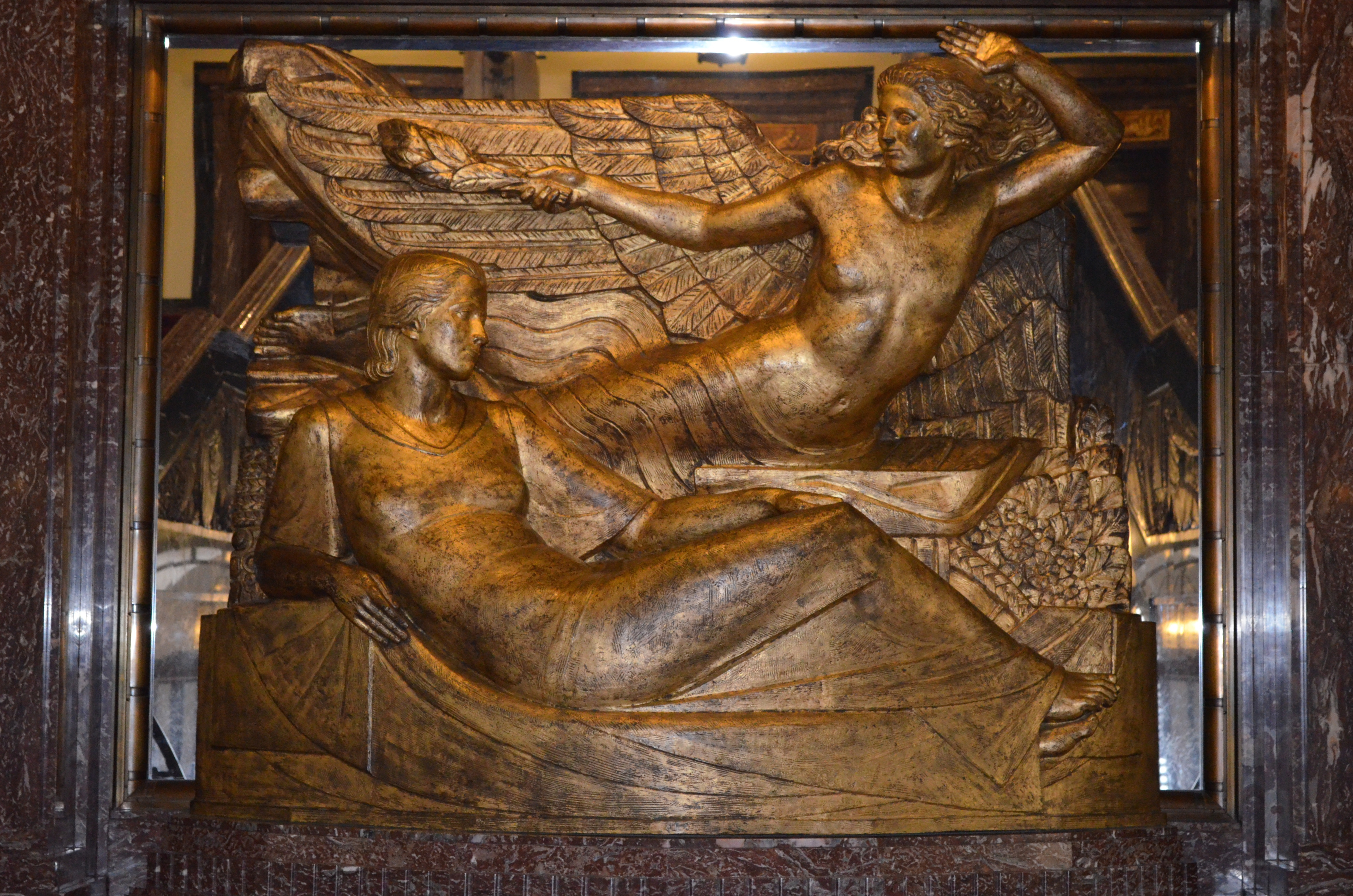
Alphonse Darville, la Gloire et la Paix, Hôtel de ville de Charleroi.

- En 1936 : Inauguration du nouvel Hôtel de ville de Charleroi, en style Art déco.
- 21 avril 1938 : le Congrès des communistes wallons réunis à Liège stigmatise la politique de neutralité suivie par le Gouvernement belge et l'échange de lettres diplomatiques avec l'Allemagne du 13 octobre 1937 comportant l'accord de Hitler de respecter la neutralité belge de « politique de trahison », termes qui sont d'ailleurs aussi ceux adoptés par la Concentration wallonne[9].
- 21 avril 1938 : publication du premier numéro du périodique de bande dessinée Spirou, aux éditions Dupuis de Marcinelle.
- 9 juillet 1938 : Congrès des Socialistes wallons à Charleroi. L'assemblée en commissionne le Projet Truffaut-Dehousse visant à instaurer le fédéralisme[10]
- 2 février 1938 : la Chambre belge refuse de prendre en considération le projet de fédéralisme dit Truffaut-Dehousse, par 111 voix contre 62 et 4 abstentions : la majorité des députés wallons (socialistes et communistes), ont au contraire pris en considération la proposition[10].
- Entre 1940 et 1945 : Deuxième Guerre mondiale. Campagne des chasseurs ardennais, Bataille de Gembloux, Bataille de Flavion, Bataille de Charleroi, Bataille des Ardennes.
- 9 mai 1941 début de la grève dite Grève des 100 000 qui se termine le 18.
- Août 1941 : Constitution du Front wallon pour la libération du pays.
- 20 octobre 1945 et  21 octobre 1945  un Congrès national wallon propose à l'unanimité une large autonomie pour la Wallonie.

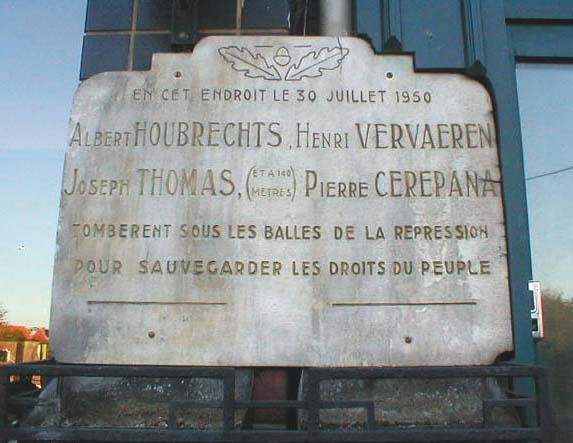
Plaque commémorative de la fusillade sur la façade du bistrot à l'enseigne de "La Boulle Rouge".

- 25 mars 1950 Congrès national wallon extraordinaire à Charleroi André Renard y annonce le ralliement de la FGTB liégeoise au mouvement wallon.
- 30 juillet 1950 : Fusillade de Grâce-Berleur. Elle suscite le projet de former un Gouvernement wallon séparatiste  qui ne sera jamais concrétisé, notamment parce que l'on assiste le surlendemain à « la décision d'effacement du roi au profit du prince royal Baudouin[11]. »
- 18 août 1950 : assassinat de Julien Lahaut
- 19 décembre 1960 : Déclenchement de la Grève générale de l'hiver 1960-1961
- 13 janvier 1961 : Une Assemblée des élus socialistes de Wallonie de 1961 à Saint-Servais réclame pour la Wallonie le droit de disposer d'elle-même.
- 26 avril 1961 : Le journal Combat annonce la création du Mouvement populaire wallon formellement constitué dès la mi-mars.
- 20 juillet 1962 : Décès d'André Renard
- 1er septembre 1963 : Entrée en vigueur de la fixation de la frontière linguistique.
- Entre 1967 et 1970 : Jean Rey est Président de la Commission européenne.
- 2 février 1971 : pose de la première pierre à Louvain-la-Neuve, ville nouvelle destinée à l'établissement des francophones de l'Université catholique de Louvain.
- 8 août 1980  : Vote relatif à la séparation des institutions régionales en Flandre et en Wallonie.
- 15 octobre 1980 Première réunion du Conseil régional wallon à compétences législatives souveraines (ancêtre du Parlement de Wallonie) à l'Hampton's Hotel (Sofitel, à l'époque) à Wépion sous la présidence de Georges Glineur.
- 15 septembre 1983  : Parution du Manifeste pour la culture wallonne.
- En 1984 : Fermeture du Roton, dernier charbonnage wallon en activité.
- En 1986 (décembre) : Namur est consacrée capitale de la Wallonie.
- En 1991 (septembre) : Réunion anticonstitutionnelle du Parlement wallon
- 21 mai 1995  : premières élections directes des parlementaires wallons. L'assemblée wallonne a été composée au auparavant des parlementaires fédéraux élus en Wallonie.
- 1er mai 1996  : dans l'ensemble de la Wallonie, tous les meetings socialistes à l'occasion de la fête du travail sont perturbés par les enseignants en grève.

## XXIesiècle

Gare de Liège-Guillemins par Santiago Calatrava Valls.

- En 2002 : inauguration de l'Ascenseur de Strépy-Thieu, plus grand ascenseur à bateaux du monde à l'époque.
- 15 septembre 2003 : deuxième Manifeste wallon[12].
- 30 août 2005 : lancement par le Gouvernement wallon du Plan Marshall pour la Wallonie
- 30 septembre 2006 : démission de Jean-Claude Van Cauwenberghe
- 18 septembre 2009 : inauguration de la Gare de Liège-Guillemins, œuvre de l'architecte espagnol Santiago Calatrava Valls.
- En 2015 : Mons est Capitale européenne de la culture.

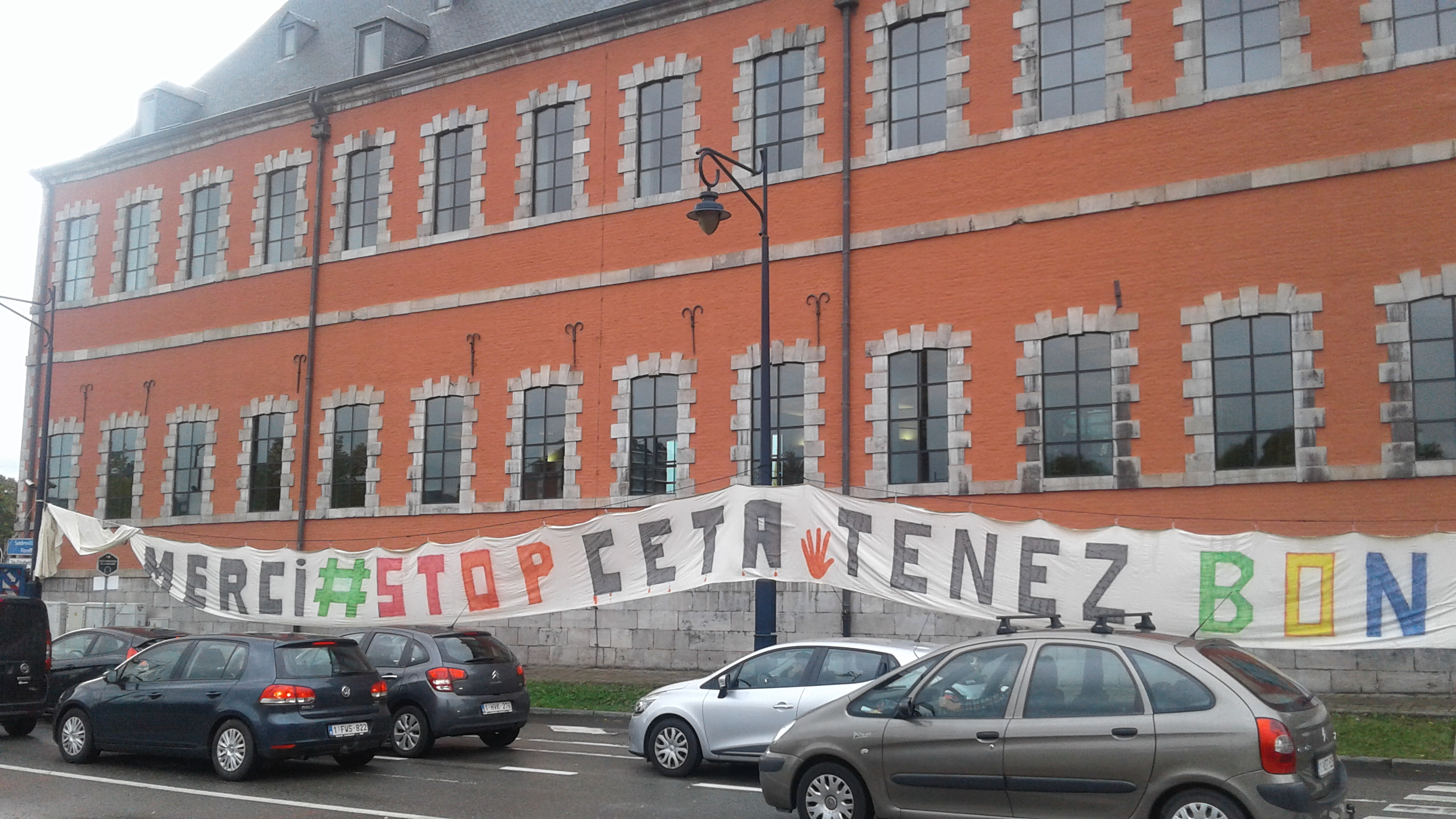
Bannière de soutien à la contestation de l'accord commercial sur la façade du Parlement wallon à Namur le 19 octobre 2016.

- En 2015 : La Région wallonne se dénomme officiellement Wallonie depuis septembre.
- 18 septembre 2015 Pierre-Yves Jeholet et Jean-Luc Crucke (députés MR) relancent  l'idée d'une Belgique à quatre Régions ce qui aurait pour effet de faire de la Communauté française une « coquille vide » [13].
- 27 avril 2016 Le Parlement de Wallonie vote une résolution demandant au gouvernement wallon de ne pas accorder les pleins pouvoirs au gouvernement fédéral belge pour ratifier le CETA traité de libre-échange avec le Canada.
- 14 octobre 2016 Le Parlement de Wallonie met son veto à la signature du CETA par la Belgique [14].
- 28 octobre 2016 Le Parlement donne son accord à la signature du traité[15]. Le Premier ministre belge Charles Michel a mis en évidence devant le Parlement fédéral que le texte lui-même n'avait pas été modifié. Ce n'est pas l'avis de Florian Couveinhes Matsumoto, Maître de conférences en droit public[16]dans la Revue générale de droit international public où il signe en 2017,n° 121  pp.69-85, un article intitulé « L'Épopée de la Wallonie et la signature de l'aecg/ceta » : , consulté le 6 mai 2024.
- 5 décembre 2016 Le Ministre-Président wallon Paul Magnette  signe avec 40 universitaires d'Europe et d'Amérique du Nord une  Déclaration de Namur  qui « vise à changer la manière dont l'UE négocie les traités commerciaux [17].» Pour le JT de la RTBF du 21 décembre, effectuant une revue des événements de l'année, cette affaire du CETA « a marqué l'histoire politique wallonne [18]».

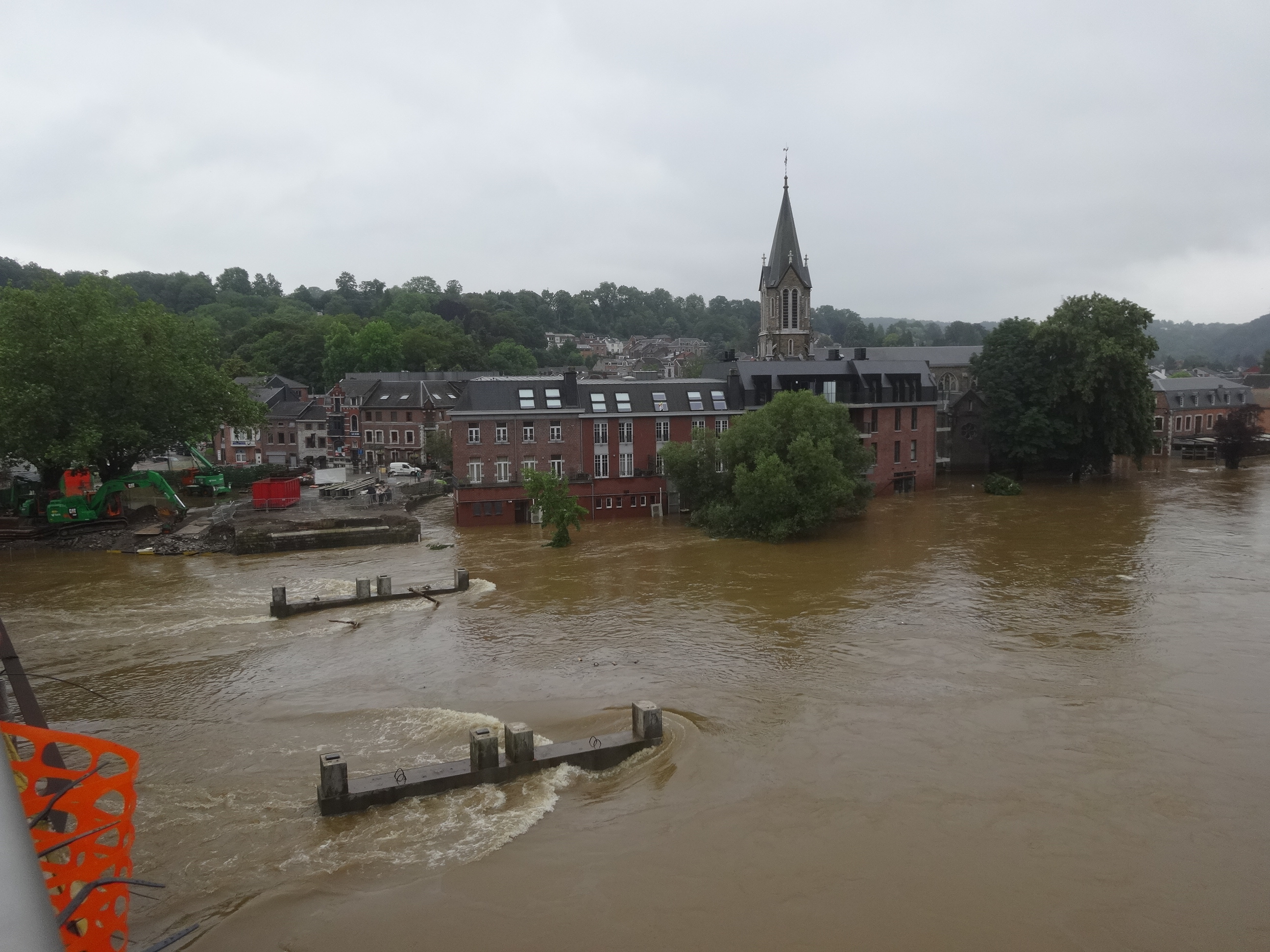
Tilff sous les eaux.

- 20 décembre 2016 Sur la base d'une analyse réalisée par un échevin cdH d'Olne, le journal Le Vif révèle l'affaire Publifin : plusieurs mandataires politiques appartenant au PS, au MR et au CdH perçoivent d'importants jetons de présence pour des responsabilités au sein de comités consultatifs de l'intercommunale Publifin, aux réunions desquelles ils ne participent pas ou peu [19].
- 19 juin 2017 Benoît Lutgen met en cause la coalition gouvernementale au pouvoir à Namur ainsi que dans les autres entités fédérées à Bruxelles et en Wallonie.
- En 2021 se produisent comme dans une grande partie de l'Europe des inondations catastrophiques. C'est surtout la Wallonie qui est touchée. Toutes les provinces de Wallonie sont atteintes et surtout la région de Verviers où l'on compte de nombreux morts et des dégâts très importants.
- En 2023, un projet de franchisation de l'ensemble des magasins Delhaize est en cours d'exécution, ce qui induit un important conflit social[20].